# Okręgowe rozgrywki w piłce nożnej woj. olsztyńskiego, elbląskiego i suwalskiego (1989/1990)
Drużyny z województwa olsztyńskiego, elbląskiego i suwalskiego występujące w ligach centralnych i makroregionalnych:
- I liga – brak
- II liga – Stomil Olsztyn
- III liga – Olimpia Elbląg, Gwardia Szczytno, Mazur Ełk, Wigry Suwałki, Jeziorak Iława

Rozgrywki okręgowe:
- Klasa makroregionalna Olsztyn (IV poziom rozgrywkowy)
- Klasa makroregionalna Elbląg-Toruń-Bydgoszcz (IV poziom rozgrywkowy)
- Klasa okręgowa Białystok-Łomża-Suwałki (IV poziom rozgrywkowy)

- OZPN Olsztyn:

- - Klasa A - 2 grupy (V poziom rozgrywkowy)
  - Klasa B - 4 grupy (VI poziom rozgrywkowy)
  - klasa C (LZS) - podział na grupy (VII poziom rozgrywkowy)

- OZPN Elbląg:

- - Klasa A (V poziom rozgrywkowy)
  - Klasa B - 2 grupy (VI poziom rozgrywkowy)
  - klasa C - podział na grupy (VII poziom rozgrywkowy)

- OZPN Suwałki:

- - Klasa A (V poziom rozgrywkowy)
  - Klasa B (VI poziom rozgrywkowy)

W tym sezonie IV poziomem ligowym w woj. elbląskim była klasa makroregionalna prowadzona wspólnie z OZPN Toruń i OZPN Bydgoszcz.

## Klasa makroregionalna Elbląg-Toruń-Bydgoszcz
| Poz. | Klub                 | Pkt. | Bramki |
| ---- | -------------------- | ---- | ------ |
| ?    | Cuiavia Inowrocław   |      |        |
| ?    | Unia Wąbrzeźno       |      |        |
| ?    | Brda Bydgoszcz       |      |        |
| ?    | Olimpia Grudzuądz    |      |        |
| ?    | Stomil Grudziądz     |      |        |
| ?    | Zatoka Braniewo      |      |        |
| ?    | Budowlani Bydgoszcz  |      |        |
| ?    | Notecianka Pakość    |      |        |
| ?    | Powiśle Dzierzgoń    |      |        |
| ?    | Drwęca Golub-Dobrzyń |      |        |
| ?    | Olimpia II Elbląg    |      |        |
| ?    | Unia Susz            |      |        |
| ?    | Pmorzanin Serock     |      |        |
| ?    | Pomorzanin Toruń     |      |        |

- Nogat Malbork grał w klasie makroregionalnej, w grupie gdańsko-słupskiej

## OZPN Olsztyn

### Klasa makroregionalna Olsztyn
| Poz. | Klub                 | M  | Pkt. |
| ---- | -------------------- | -- | ---- |
| 1    | Orlęta Reszel        | 22 | 40   |
| 2    | Stomil II Olsztyn    | 22 | 36   |
| 3    | MKS Korsze           | 22 | 35   |
| 4    | Victoria Bartoszyce  | 22 | 32   |
| 5    | Łyna Sępopol         | 22 | 32   |
| 6    | Warmia Olsztyn       | 22 | 24   |
| 7    | Sokół Ostróda (s)    | 22 | 23   |
| 8    | Huragan Morąg        | 22 | 22   |
| 9    | Granica Kętrzyn (b)  | 22 | 15   |
| 10   | Tęcza Biskupiec      | 22 | 10   |
| 11   | Kormoran Ostróda (b) | 22 | 4    |
| 12   | Start Nidzica        | 22 | 3    |

- Orlęta Reszel awansowały do III ligi

### Klasa A

#### grupa I
| Poz. | Klub                  | M  | Pkt. | Bramki |
| ---- | --------------------- | -- | ---- | ------ |
| 1    | Motor Lubawa          | 20 |      |        |
|      | Fortuna Gągławki      | 20 |      |        |
|      | Tęcza Miłomłyn        | 20 |      |        |
|      | Kormoran Bynowo       | 20 |      |        |
|      | LZS Kozłowo           | 20 |      |        |
|      | Płomień Turznica      | 20 |      |        |
|      | Szeląg Stare Jabłonki | 20 |      |        |
|      | Orkan Zalewo          | 20 |      |        |
|      | Błękitni Pasym        | 20 |      |        |
|      | Łyna Nidzica          | 20 |      |        |
|      | Olimpia Olsztynek     | 20 |      |        |

#### grupa II
| Poz. | Klub                       | M  | Pkt. | Bramki |
| ---- | -------------------------- | -- | ---- | ------ |
| 1    | Metalowiec Mrągowo         | 22 |      |        |
|      | Pogranicze Gaje            | 22 |      |        |
|      | Polonia Lidzbark Warmiński | 22 |      |        |
|      | Pisa Barczewo              | 22 |      |        |
|      | Błękitni Garbno            | 22 |      |        |
|      | Włókniarz Miłakowo         | 22 |      |        |
|      | Venus Skierki              | 22 |      |        |
|      | Spółdzielca Kieźliny       | 22 |      |        |
|      | Granica II Kętrzyn         | 22 |      |        |
|      | Kombinat Bezledy           | 22 |      |        |
|      | Sokół Wopławki             | 22 |      |        |
|      | Warfama Dobre Miasto       | 22 |      |        |

### Klasa B
- 4 grupy, brak danych

## OZPN Elbląg

### Klasa A
| Poz. | Klub                       | Pkt. | Bramki |
| ---- | -------------------------- | ---- | ------ |
| ?    | Błękitni Orneta            |      |        |
| ?    | Barkas Tolkmicko           |      |        |
| ?    | Rodło Kwidzyn              |      |        |
| ?    | Pomowiec Gronowo Elbląskie |      |        |
| ?    | Jurand Lasowice            |      |        |
| ?    | Pogoń Gardeja              |      |        |
| ?    | Powiśle Czernin            |      |        |
| ?    | Zalew Frombork             |      |        |
| ?    | Orzeł Ulnowo               |      |        |
| ?    | Żuławy Nowy Dwór Gdański   |      |        |
| ?    | Mlexer Elbląg (s)          |      |        |
| ?    | Pogoń Prabuty (s)          |      |        |